# Филипин ерлајнс
Филипин ерлајнс (енгл. Philippine Airlines) или скраћено ПАЛ (енгл. PAL), раније позната и као Филипин ер лајнс (енгл. Philippine Air Lines), национална је авио-компанија Филипина.
Са седиштем у Пасај Ситију, основана је 1941. године и најстарија је комерцијална авио-компанија у Азији која обавља летове у својој оригинална име. Са преседањем на међународном аеродрому Ниној Акино у Манили и на међународном аеродрому Мактан-Себу у Себу, Филипин ерлајнс нуде 19 дестинација на Филипинима и 24 дестинације у Азији, Аустралији, Канади и Сједињеним Државама.

## Дестинације
Видите: Редовне линије Филипин ерлајнса

## Флота
Флота Филипин ерлајнса, од фебруара 2010. године, састоји се од следећих ваздухоплова:
| Ваздухоплов            | У флоти | Поручених | Опције | Седиште (Мабухај/Фијеста)                                                 | Одредиште                                                                                                | Белешке                                  |
| ---------------------- | ------- | --------- | ------ | ------------------------------------------------------------------------- | --- | ---------------------------------------- |
| Боинг 747-400          | 5       | 0         | 0      | 425 (42/383) 433 (50/383) 391 (56/335)                                    | Високи капацитет домаћи/међународни кратко-дуго линијски Азија, Блиски исток, Океанија и Северна Америка |                                          |
| Боинг 777-300ЕР        | 2       | 4         | 0      | 370 (42/328)                                                              | Високи капацитет домаћи/међународни кратко-дуго линијски Азија, Европа, Океанија (у плану)               |                                          |
| Бомбардијер Деш 8 Q300 | 3       | 0         | 0      | 50 (0/50)                                                                 | Домаћи кратколинијски                                                                                    | Летове обавља ПАЛ еркспрес/Ер Филипинс   |
| Бомбардијер Деш 8 Q400 | 5       | 0         | 0      | 76 (0/76)                                                                 | Домаћи кратколинијски                                                                                    | Летове обавља ПАЛ еркспрес/Ер Филипинс   |
| Ербас A319-112         | 4       | 0         | 0      | 134 (8/126)                                                               | Кратколинијски Азија                                                                                     | Нови интериор                            |
| Ербас A320-214         | 18      | 0         | 5      | Стара конфигурација 150 (12/138) ———————— Нова конфигурација 156 (12/144) | Кратколинијски Азија, Гвам                                                                               | Новије ваздухоплове са новим интериорима |
| Ербас A330-301         | 8       | 0         | 0      | 302 (42/260)                                                              | Високо-капацитет домаћи/међународни кратко-медијум линијски Азија, Аустралија, Хонолулу                  |                                          |
| Ербас A340-313X        | 4       | 0         | 0      | 264 (44/220)                                                              | Медијум-високо капацитет домаћи/међународни кратко-дуго линијски Азија, Северна Америка                  |                                          |
| Укупно                 | 49      | 4         | 5      |                                                                           | |                                          |